# کورکور دم‌سفید
کورکور دم‌سفید (نام علمی: Elanus leucurus) پرنده شکاری کوچکی است که در غرب آمریکای شمالی و بخش‌هایی از آمریکای جنوبی یافت می‌شود. در محدوده بومی خود جایگزین کورکور بال‌سیاه مربوط به جهان قدیم می‌شود.